# سوفرونیو اسپانیولا
سوفرونیو اسپانیولا (به لاتین: Sofronio Española) یک سکونتگاه مسکونی در فیلیپین است که در پالاوان واقع شده‌است.

## خصوصیات
سوفرونیو اسپانیولا ۴۷۳٫۹۱ کیلومترمربع مساحت، و ۲۹٬۹۹۷ نفر جمعیت دارد.